# El agrónomo
El agrónomo es una película dramática argentina de 2024 dirigida por Martín Turnes. Está protagonizada por Diego Velázquez, Valeria Lois, Ángeles Zapata, Lautaro Zera, Claudio Martínez Bel y Susana Pampín. La película se estrenó mundialmente el 22 de abril de 2024 durante el Buenos Aires Festival Internacional de Cine Independiente, mientras que su estreno en las salas de cines de Argentina fue el 1 de agosto de 2024.

## Sinopsis
Cuenta la historia de Gastón, un ingeniero agrónomo que, tras recibir una oferta laboral, se muda con su familia a una pueblo de la zona rural de Buenos Aires. Allí, se dará cuenta que los agroquímicos que utiliza la empresa para la que trabaja puede afectar la salud de sus habitantes, siendo la primera víctima de ello la nueva amiga de su hija. A partir de esto, Gastón se encuentra con un dilema, mantener su trabajo para una mejor calidad de vida o seguir su ética profesional para priorizar los intereses de la comunidad.

## Reparto
- Diego Velázquez como Gastón Borelli
- Valeria Lois como Ana
- Ángeles Zapata como Vera Borelli
- Lautaro Zera como Cimarrón
- Claudio Martínez Bel como Raúl Gurechea
- Susana Pampín como Marcela
- Sergio Marinoff como el «Vasco»
- Alfonsina Videla Benzo como Isa
- María Vivas como la abuela de Isa
- Keila Burzio como Lucrecia

## Recepción

### Comentarios de la crítica
La película recibió críticas favorables por parte de la prensa. Leandro Arteaga de Página 12 valoró el trabajo de Turnes, diciendo que sobre la base de «un buen guion sabe cómo establecer el escenario y sus personajes», por lo que «El agrónomo tiene una puesta en escena sólida» y «la tarea actoral de Diego Velázquez es notable». Emiliano Basile de Escribiendo cine destacó que «El agrónomo es una película sobria y dura sobre una realidad invisibilizada».
En una reseña para Otros cines, Diego Conesa escribió «la película parece algo estática en parte por una tendencia a abusar de los primeros planos del parco e inexpresivo Gastón».

### Premios y nominaciones
| Festival/Premio                                                | Fecha del evento              | Categoría               | Receptor                                                | Resultado | Ref.   |
| -------------------------------------------------------------- | ----------------------------- | ----------------------- | ------------------------------------------------------- | --------- | ------ |
| Festival Internacional de Cine Ambiental                       | 12 al 19 de junio de 2024     | Mención especial        | El agrónomo                                             | Ganador   | [ 8 ]  |
| Festival Internacional de Cine Ambiental                       | 12 al 19 de junio de 2024     | Voto del público        | El agrónomo                                             | Ganador   | [ 8 ]  |
| Festival Internacional de Cine de la Provincia de Buenos Aires | 4 al 14 de septiembre de 2024 | Mejor dirección ficción | Martín Turnes                                           | Ganador   | [ 9 ]  |
| Premios Martín Fierro de Cine y Series                         | 21 de octubre de 2024         | Mejor ópera prima       | El agrónomo                                             | Nominado  | [ 10 ] |
| Premios Sur                                                    | 23 de julio de 2025           | Mejor montaje           | Florencia Gómez García                                  | Nominada  | [ 11 ] |
| Premios Sur                                                    | 23 de julio de 2025           | Mejor sonido            | Adrián Rodríguez, Celeste Contratti y Gustavo Pomeranec | Nominados | [ 11 ] |
| Premios Sur                                                    | 23 de julio de 2025           | Mejor música original   | Gustavo Pomeranec                                       | Nominado  | [ 11 ] |